# Vremja (telegiornale)
Vremja (in cirillico: Вре́мя; in italiano: Tempo) è il principale telegiornale della Federazione Russa, trasmesso quotidianamente alle 21:00 (ora di Mosca) su Pervyj kanal, la principale emittente televisiva pubblica del paese.
Il programma nacque nell’Unione Sovietica e andò in onda per la prima volta il 1º gennaio 1968 sulla Televisione Centrale Sovietica (Central’noe televidenie SSSR, ЦТ СССР), in versione monocromatica. L’edizione serale delle 21:00 divenne presto un appuntamento fisso per milioni di telespettatori sovietici, divenendo uno dei simboli dell’informazione centralizzata dell’epoca. La trasmissione venne interrotta temporaneamente tra il 28 agosto 1991 e il 15 dicembre 1994, durante la fase di transizione post-sovietica, quando fu sostituita da nuovi formati giornalistici sperimentali (tra cui TV Inform e ITA Novosti). Il nome Vremja fu ripristinato ufficialmente a partire dal 16 dicembre 1994 su Pervyj kanal, emittente erede dell’ex televisione di Stato. La conversione alla trasmissione a colori fu completata nel 1974. Da allora, salvo brevi interruzioni, il programma è rimasto ininterrottamente in onda ed è considerato uno dei telegiornali più longevi al mondo.

## Storia

### Era sovietica
Vremja andò in onda per la prima volta il 1° gennaio 1968 alle ore 20:30. Prima della sua creazione, la televisione sovietica proponeva brevi notiziari sotto il nome di Televizionnye novosti e un settimanale d’approfondimento intitolato Estafeta novostej. L’ideatore e primo autore del nuovo format fu il radiogiornalista sovietico Jurij Konstantinovič Letunov, che ne curò la realizzazione dal 1968 al 1970.
A partire dall’11 gennaio 1987, il secondo canale della Televisione Centrale dell’URSS cominciò a trasmettere Vremja con traduzione simultanea nella lingua dei segni. La prima interprete a comparire sullo schermo fu Nadežda Kvjatkovskaja. Il 13 luglio 1987 fu lanciato il programma 90 minut, considerato l’antesignano dell’attuale Dobroe utro (“Buongiorno”). Da quel momento, i notiziari mattutini furono eliminati.
Il 1° maggio 1989, in occasione della parata del Primo Maggio, Michail Gorbačëv rilasciò un’intervista a Vremja. Tra ottobre 1989 e marzo 1990, Vremja non andò in onda la domenica: al suo posto fu proposta la nuova trasmissione settimanale Sem’ dnej (“Sette giorni”), la prima rubrica riepilogativa nella storia della televisione sovietica. Dopo la chiusura di Sem’ dnej nel marzo 1990, Vremja riprese anche l’edizione domenicale.
Il 27 agosto 1991, a seguito del Putsch di agosto, fu trasmessa un’edizione straordinaria interamente dedicata agli eventi, dalle 21:00 alle 21:55. Si trattò dell’ultima edizione ufficiale dell’epoca sovietica. Dal 28 agosto al 31 dicembre 1991, la trasmissione andò in onda con il nome TV Inform, segnando la fine della storica denominazione Vremja.

### Era russa
Tra il 1° gennaio e il 27 luglio 1992, TV Inform fu sostituito da Novosti Ostankino, prodotto dall’agenzia ITA. Dal 28 luglio 1992, la trasmissione fu ribattezzata ITA Novosti, nome mantenuto fino al 1996.
Il nome Vremja tornò ufficialmente in video il 16 dicembre 1994, in tempo per seguire la prima guerra cecena. La prima edizione fu condotta da Tat’jana Komarova. Il 31 gennaio 1995, Vladislav Nikolaevič List’ev partecipò all’edizione condotta da Nelli Petkova. In seguito al suo omicidio, il 2 marzo 1995, furono trasmesse due edizioni straordinarie: una alle 16:00 con Anna Prochorova e un discorso di Boris Nikolaevič El’cin, e una regolare alle 21:00. Dal 2 giugno 1996 fu ripristinata l’edizione domenicale. Dall’ottobre 1996, la programmazione del sabato fu affidata a Vremja s Sergeem Dorenko. Il 2 febbraio 1997 l’edizione domenicale fu ristabilita in via definitiva.
Il 1° gennaio 1998, in occasione del trentennale dalla prima trasmissione, fu trasmesso uno speciale commemorativo con la partecipazione di attuali e storici conduttori, corrispondenti e figure pubbliche. L’anno precedente (1° gennaio 1997) Vremja non fu trasmesso per la prima volta nella sua storia. Il 31 agosto 1998, Sergej Dorenko subentrò ad Arina Šarapova nella conduzione delle edizioni feriali. Da dicembre 1998, su sua iniziativa, i conduttori principali divennero Ekaterina Andreeva e Kirill Klejmënov. Dal 5 settembre 1999, la trasmissione fu riformulata come Avtorskaja programma Sergeja Dorenko. Dal 27 settembre 1999, le edizioni feriali furono denominate Vremja. Informacionnyj kanal e quelle del sabato Vremja. Analitičeskaja programma. La rubrica del sabato fu affidata a Pavel Šeremet. Dal 19 dicembre 1999, in occasione delle elezioni parlamentari, il programma fu trasmesso in versione estesa dalle 21:00 alle 2:00. Questo formato fu replicato nel 2003, 2007, 2008, 2012, 2016, 2018 e 2021. Il 31 dicembre 1999, alle 23:00, fu trasmesso il primo Vremja speciale di fine anno, che si aprì con l’ultimo discorso di Boris El’cin da Presidente. La conduzione fu affidata Kirill Klejmënov e Aleksandra Burataeva (alla sua ultima apparizione televisiva).
Nel 2000, il sabato fu occupato dalla trasmissione di Dorenko, mentre la domenica da quella analitica di Šeremet, che abbandonò il programma poco prima delle elezioni presidenziali. Da marzo 2000, fu introdotto il Vremja. Voskresnyj vypusk, che cessò in ottobre con la nascita del talk show Vremena. Da settembre 2000, Vremja tornò a essere trasmesso anche il sabato. Nel luglio 2001, lo storico sottotitoloInformacionnaja programma fu abbandonato e il programma tornò a chiamarsi semplicemente Vremja. Dal 24 settembre 2001, fu lanciata l’edizione notturna Nočnoe Vremja, con Andrej Baturin e Žanna Agalakova; quest’ultima fu sostituita da Pëtr Marčenko nell’autunno del 2002. Nel 2002, Vremja tornò temporaneamente alla domenica durante la pausa di Vremena, con Igor’ Vyhuholev. L’edizione domenicale fu definitivamente ristabilita il 13 luglio 2003, condotta da Pëtr Marčenko. Nell’aprile 2004, dopo il passaggio di Klejmënov a incarichi dirigenziali, Žanna Agalakova divenne seconda conduttrice. Da febbraio 2005, il ruolo passò ad Andrej Baturin. Dal 28 agosto 2005, Pëtr Tolstoj divenne conduttore dell’edizione domenicale. Dal 2005, le edizioni di fine anno iniziarono a essere trasmesse la prima domenica del nuovo anno, e dal 2008 l’ultima domenica dell’anno. Il 31 dicembre 2006, il programma cessò le sue trasmissioni l’ultimo giorno dell’anno, con eccezioni nel 2018 (speciale sull’esplosione di Magnitogorsk) e nel 2022. Nel giugno 2007, Baturin lasciò il Primo Canale; il suo ruolo passò a Vitalij Eliseev.
Dal 1° al 4 gennaio 2008, per i 40 anni del telegiornale, furono trasmessi speciali tematici. Nel 2009, Ekaterina Andreeva fu temporaneamente sospesa. Durante la sua assenza, le edizioni furono condotte da Anna Pavlova. Quell’anno furono introdotte interviste in studio con ospiti celebri, tra cui Mickey Rourke, Tom Cruise, Robert De Niro, il presidente Dmitrij Medvedev, e altri. Il 18 marzo 2014, fu trasmesso uno speciale di 75 minuti sull’annessione della Crimea da parte della Russia. Il 30 giugno 2014, dopo la morte in Ucraina dell’operatore Anatolij Kljan, lo staff del telegiornale osservò un minuto di silenzio. Il 1° gennaio 2018, in occasione del cinquantenario, andò in onda un’edizione speciale con ospite Vladimir Putin, e condotta da Kirill Klejmënov. Lo studio fu rinnovato, con nuove grafiche entrate in uso dallo stesso giorno. Durante la conduzione di Klejmënov (febbraio–maggio 2018), lo stile si fece più personale e narrativo. L'8 maggio 2018, annunciò la sua uscita dallo schermo, seguito dal ritorno allo schema “una settimana sì, una no” con Andreeva ed Eliseev. Klejmënov tornò a condurre le edizioni feriali a partire dall’8 ottobre 2018.
Il 4 novembre 2023, andò in onda uno speciale per la mostra Rossija al VDNCh, condotto da Ekaterina Berezovskaja. Il 14 dicembre 2023, fu trasmesso Itogi goda s Vladimirom Putinym ("Bilancio dell'anno con Vladimir Putin"), con Vitalij Eliseev. Il 1° gennaio 2024, fu mandato in onda uno speciale con Ekaterina Andreeva. Il 17 marzo 2024, Vremja trasmise una lunga diretta di 4 ore e 6 minuti dedicata alle elezioni presidenziali, condotta sempre da Andreeva.

## Linea editoriale

### Era sovietica
Durante il periodo sovietico, Vremja rappresentava una delle principali voci del potere statale nel campo dell’informazione. Il telegiornale seguiva una linea editoriale chiaramente filogovernativa e, in molti casi, ometteva la copertura di eventi che avrebbero potuto suscitare sentimenti critici o contrari al regime. I contenuti erano orientati alla promozione del socialismo e alla presentazione negativa del blocco occidentale, in linea con la narrativa ufficiale del Partito Comunista. La redazione del programma dipendeva direttamente dal Politburo del Comitato centrale del PCUS. Un cambiamento significativo si registrò a partire dalla politica della Glasnost’ (trasparenza), introdotta da Michail Gorbačëv nella seconda metà degli anni 1980. L’adozione di una direzione editoriale autonoma e l’apertura alle fonti ufficiali ma diversificate permisero una copertura più veritiera degli eventi internazionali, inclusa la progressiva caduta dei regimi comunisti nell’Europa orientale nel 1989. In quel contesto, Vremja cominciò a trasmettere contenuti non censurati, talvolta critici nei confronti del potere, contribuendo a diffondere nel pubblico una nuova consapevolezza che, secondo numerosi osservatori, accelerò le proteste che portarono infine alla dissoluzione dell’Unione Sovietica.

### Era russa
Nella fase successiva, sotto la Federazione Russa, Vremja ha progressivamente assunto il ruolo di “strumento di punta della propaganda governativa”, come definito da numerosi analisti dei media. In particolare, durante l’invasione russa dell’Ucraina del 2022, il telegiornale ha riproposto in larga misura la narrazione ufficiale del Cremlino, mentre, parallelamente, numerose testate indipendenti venivano sospese o costrette alla chiusura.

## Caratteristiche

### Trasmissione
L’edizione principale del telegiornale, intitolata semplicemente Vremja, va storicamente in onda alle 21:00, ora di Mosca, un orario introdotto in forma stabile a partire dal 1972, dopo alcuni anni di programmazione variabile tra le 20:00 e le 20:45 (1968–1972). Ogni sera, dal giorno di Natale del 2018, Vremja viene trasmesso in diretta cinque volte consecutive per garantire la messa in onda alle 21:00 nei principali fusi orari della Federazione Russa (UTC+11, +9, +7, +5 e +3), a copertura dell’intero territorio nazionale, dalla Kamčatka a Kaliningrad. Durante l’epoca sovietica, l’edizione delle 21:00 veniva trasmessa a reti unificate da tutte le emittenti statali dell’URSS, comprese le reti centrali delle Repubbliche sovietiche, come UT-1 (Ucraina), LTV1 (Lettonia), Kazakstan-1, Eesti Televisioon (Estonia), Lietuvos Televizija (Lituania), Belaruskaja Tele-Radio Campanija, Uzbekistan 1, TV Georgia, AzTV (Azerbaigian), tra le altre.
Fin dalla sua nascita, il 1° gennaio 1968, Vremja ha una durata tipica di 30 minuti, anche se le trasmissioni potevano essere prolungate in caso di eventi straordinari. Le edizioni speciali accompagnavano solitamente le dirette dalla Piazza Rossa durante il 1° maggio, il 9 maggio (Giorno della Vittoria) e il 7 novembre (Rivoluzione d’Ottobre), ma anche eventi solenni come i Congressi del PCUS, le sessioni del Soviet Supremo o i funerali di Stato, come accadde nel 1982 per Leonid Il’ič Brežnev, nel 1984 per Jurij Vladimirovič Andropov e nel 1985 per Konstantin Ustinovič Černenko.
A partire dalla metà degli anni 1970, venne istituita un’edizione notturna alle 23:00, trasmessa però dal Secondo Programma, spesso come replica integrale dell’edizione principale. In precedenza, il Primo e il Secondo Programma avevano già trasmesso Vremja in contemporanea alle 21:00, seguita da una replica mattutina, inizialmente alle 7:30, poi spostata alle 6:30 (dal 1° gennaio 1978), subito prima del programma 120 minut, l’attuale Dobroe utro (“Buongiorno”). Queste repliche mattutine furono trasmesse regolarmente fino al 12 luglio 1987, data oltre la quale vennero abolite con l’introduzione del programma 90 minut.
Negli anni 1980 vennero aggiunte ulteriori edizioni nel corso della giornata: alle 13:00, alle 15:00, alle 18:30, fino a includere anche un’edizione a mezzanotte. Questi notiziari presero il nome generico di Novosti («Новости», “Notizie”) e furono trasmessi in edizioni differenziate regionalmente, secondo la collocazione geografica del pubblico. A partire dal 1989, due di queste edizioni – quella delle 15:00 e quella di mezzanotte – furono ristrutturate e ribattezzate TSN (ТCH: «Телевизионная служба новостей», ovvero Televizionnaja služba novostej, “Servizio televisivo delle notizie”), segnando un momento di rinnovamento del linguaggio giornalistico in senso più analitico.
Dopo una fase di interruzione seguita al Putsch di agosto, il programma fu sospeso e sostituito da altre denominazioni, tra cui TV Inform, Novosti Ostankino e ITA Novosti. 
Il 16 dicembre 1994, venne ufficialmente ripristinato il marchio Vremja, insieme alla storica sigla musicale composta da Georgij Vasil’evič Sviridov. A partire dal 10 aprile 1995, fu istituita una versione ridotta del programma alle 18:00, della durata di 20–25 minuti, trasmessa ogni giorno fino al 30 settembre 1995. Dal 30 dicembre 2018, i conduttori principali dell’edizione delle 21:00 a Mosca sono tornati a essere Ekaterina Andreeva e Vitalij Eliseev, secondo lo schema settimanale a rotazione. Dal 1° giugno 2011, Vremja è trasmesso in formato panoramico 16:9. Dal 26 agosto 2014, le edizioni sono diffuse in alta definizione, mentre il completo rinnovamento tecnico della Direzione delle Notizie fu concluso nel dicembre dello stesso anno. A partire da settembre 2011, al termine di ciascun servizio viene annunciato graficamente sullo schermo il tema del segmento successivo, secondo uno stile mutuato dal linguaggio dei notiziari occidentali.

### Sigla musicale
Uno dei tratti più iconici di Vremja è la sua sigla d’apertura, che nel tempo è variata poche volte. Dalla prima edizione del 1º gennaio 1968 fino al 1980, veniva impiegato il tema d'apertura del film di Nadežda Nikolaevna Koševerova del 1940 Galja, composto da Nikita Vladimirovič Bogoslovskij. Nel 1980, fu sostituito da quello che è ancora oggi il tema più famoso e riconoscibile: si tratta del brano sinfonico Vremja, vperëd! («Время, вперёд!», “Tempo, avanti!”), composto nel 1965 da Georgij Vasil’evič Sviridov come colonna sonora per l’omonimo film del 1965 di Michail Abramovič Švejcer. Dopo essere stato temporaneamente rimpiazzato, tra il 2 gennaio 1984 e il 10 maggio 1986, dal Canto Patriottico di Michail Ivanovič Glinka (primo inno nazionale della Russia, dal 23 novembre 1990 al 27 dicembre 2000), e da una melodia sconosciuta da fine luglio al 30 dicembre 1990, Vremja, vperëd! è stato reintrodotto definitivamente il 16 dicembre 1994 e da allora accompagna ogni edizione. Nel 1996 il brano fu riarrangiato per orchestra da Sergej Sergeevič Čekryžov; l'arrangiamento di Oleg Vladimirovič Litviško, adottato nel 2000, è quello attualmente in uso. Nonostante queste rielaborazioni tecniche (aggiornamenti timbrici e mixaggi per la televisione digitale), il carattere rapido e imponente della melodia è rimasto inalterato. Il brano è considerato un elemento distintivo della televisione sovietica e russa ed è stato riconosciuto per la sua potenza evocativa e simbolica.

### Edizione domenicale
Storicamente, Vremja non andava in onda la domenica fino alla fine degli anni 1980. Dal ottobre 1989 al marzo 1990, il programma fu sospeso la domenica e sostituito dalla rubrica settimanale Sem’ dnej («Семь дней», “Sette giorni”), il primo settimanale riepilogativo nella storia della televisione sovietica. Dopo la chiusura di Sem’ dnej nel marzo 1990, Vremja tornò ad essere trasmesso anche la domenica.
Nel 2003 fu istituita una nuova formula, intitolata Voskrésnoe Vremja («Воскресное Время», ovvero Vremja della Domenica), che è tuttora attiva. L’edizione domenicale è focalizzata sull’approfondimento settimanale, con analisi, commenti, reportage estesi e interviste esclusive. Nei periodi elettorali o in presenza di eventi di rilievo nazionale (crisi, guerre, disastri, conferenze presidenziali), questa edizione può avere una durata estesa fino a 4 ore, come avvenuto il 17 marzo 2024 in occasione delle elezioni presidenziali russe (Vremja. Prezidentkie vybory v Rossii 2024, in onda dalle 21:00 alle 01:06).

## Presentatori

### Epoca sovietica
- Nonna Viktorovna Bodrova (Нонна Викторовна Бодрова) – in servizio dal 1968 al 1991. Una delle prime conduttrici di Vremja, figura centrale nelle trasmissioni delle cerimonie ufficiali.
- Igor’ Leonidovič Kirillov (Игорь Леонидович Кириллов) – in servizio dal 1957 al 1991. Voce storica della televisione sovietica, condusse Vremja nei momenti più solenni, inclusi i funerali di Stato.
- Azalija Vladimirovna Lichitčenko (Азалия Владимировна Лихитченко) – in servizio dal 1968 al 1993. Conduttrice sin dalle prime edizioni, nota per il suo stile istituzionale.
- Anna Nikolaevna Šatilova (Анна Николаевна Шатилова) – in servizio dal 1970 al 1995. Conduttrice di Vremja e di altre rubriche informative, famosa per la chiarezza dell’eloquio.
- Evgenij Alekseevič Kočergin (Евгений Алексеевич Кочергин) – in servizio dal 1970 al 1991. Partecipò alla copertura di congressi del PCUS e sessioni del Soviet Supremo.
- Inna Ivanovna Ermilova (Инна Ивановна Ермилова) – in servizio dal 1970 al 1991. Conduttrice serale, apprezzata per il tono rassicurante.
- Tat’jana Alekseevna Sudec (Татьяна Алексеевна Судец) – in servizio dal 1970 al 1991. Conduttrice di Vremja e programmi culturali.
- Vera Ivanovna Šebeko (Вера Ивановна Шебеко) – in servizio dal 1970 al 1991. Celebre per la dizione impeccabile e la compostezza.
- Gennadij Nikolaevič Četrov (Геннадий Николаевич Четров) – in servizio dal 1970 al 1991. Conduttore di edizioni ordinarie e straordinarie.
- Galina Ivanovna Zimenkova (Галина Ивановна Зименкова) – in servizio dal 1970 al 1991. Volto abituale delle edizioni pomeridiane.
- Jurij Ivanovič Kovalenov (Юрий Иванович Коваленов) – in servizio dal 1970 al 1991. Specializzato in cronache politiche.
- Viktor Ivanovič Balašov (Виктор Иванович Балашов) – in servizio dal 1970 al 1991. Voce profonda e autorevole, spesso presente nei segmenti solenni.
- Leonid Borisovič Elin (Леонид Борисович Элин) – in servizio dal 1970 al 1991. Conduttore delle edizioni scientifico-culturali.
- Igor’ Alekseevič Fesunenko (Игорь Алексеевич Фесуненко) – in servizio dal 1970 al 1991. Giornalista specializzato in esteri e corrispondente da Cuba e dall'Italia.

### Epoca russa
- Tat’jana Komarova (Татьяна Комарова) – conduttrice della prima edizione della nuova era, il 16 dicembre 1994.
- Ekaterina Sergeevna Andreeva (Екатерина Сергеевна Андреева) – in servizio dal 1997 a oggi. Principale volto femminile del telegiornale serale.
- Kirill Vladimirovič Klejmënov (Кирилл Владимирович Клеймёнов) – in servizio dal 1998 al 2005 e dal 2018 al 2020. Conduttore e direttore editoriale; ha innovato lo stile del programma.
- Žanna Leonidovna Agalakova (Жанна Леонидовна Агала́кова) – in servizio dal 1999 al 2022. Conduttrice e corrispondente estera a Parigi e New York.
- Dmitrij Dmitrievič Borisov (Дмитрий Дмитриевич Борисов) – in servizio dal 2011 al 2017. Vincitore del premio TEFI nel 2016 e 2017.
- Vitalij Sergeevič Eliseev (Виталий Сергеевич Елисеев) – in servizio dal 2007. Alterna la conduzione con Andreeva nelle edizioni delle 21:00.
- Andrej Viktorovič Uharev (Андрей Викторович Ухарев) – in servizio dal 2018. Conduce Voskresnoe Vremja, l’edizione domenicale.
- Ekaterina Vladimirovna Berezovskaja (Екатерина Владимировна Березовская) – in servizio dal 2020. Alterna la conduzione dell’edizione festiva e domenicale.
- Sergej Leonidovič Dorenko (Сергей Леонидович Доренко) – in servizio dal 1996 al 1999. Autore e conduttore di Vremja s Sergeem Dorenko, noto per lo stile aggressivo.
- Pëtr Evgen’evič Tolstoj (Пётр Евгеньевич Толстой) – in servizio dal 2005 al 2012. Conduttore dell’edizione domenicale fino al passaggio alla carriera politica.
- Irada Ajazovna Zejnalova (Ирада Аязовна Зейналова) – conduttrice e inviata speciale per eventi politici e sociali internazionali.

## Programmi simili
Nel contesto dei paesi socialisti e del blocco orientale, numerosi telegiornali nazionali si sono ispirati al modello sovietico di Vremja, sia per impostazione formale sia per struttura contenutistica. Questi programmi condividevano caratteristiche comuni quali la messa in onda in orari fissi serali, la narrazione in chiave filogovernativa degli eventi nazionali e internazionali, l’enfasi su produzione industriale e conquiste sociali, e l’utilizzo di sigle solenni.
Oltre al blocco socialista tradizionale, anche alcuni paesi a regime postcoloniale o in via di sviluppo adottarono temporaneamente un formato informativo ispirato a Vremja, specialmente tra gli anni 1970 e 1980, nell’ambito della cooperazione culturale con l’URSS o per ragioni di controllo interno dei mezzi di comunicazione.
In alcuni casi, l’influenza di Vremja è riscontrabile ancora oggi nei formati informativi ufficiali di paesi socialisti o a regime autoritario.

### Paesi socialisti
- Aktuelle Kamera – trasmesso dalla Fernsehen der DDR dal 1952 al 1990. Era il principale telegiornale della Repubblica Democratica Tedesca, con uno stile informativo simile a quello sovietico, orientato alla promozione del socialismo reale e della cooperazione con l’Unione Sovietica.
- Dziennik Telewizyjny – andato in onda su TVP dal 1958 al 1989. Costituiva il principale notiziario della Polonia Popolare. Durante il periodo comunista fu fortemente propagandistico, con strutture e contenuti direttamente ispirati ai telegiornali sovietici.
- Televizní noviny – trasmesso dalla ČST in Cecoslovacchia. L’edizione serale del telegiornale nazionale cecoslovacco adottava la medesima rigidità strutturale e il tono ufficiale del modello sovietico, focalizzandosi su successi economici e fedeltà ideologica.
- Telejurnal – prodotto da TVR a partire dal 1968, fu il principale telegiornale della Romania socialista. Mantenne per decenni una struttura editoriale allineata alla narrazione ufficiale del Partito Comunista Rumeno e del regime di Nicolae Ceaușescu.
- Panorama (Панорама) – notiziario principale della BNT in Bulgaria. Nato durante l’epoca socialista, si rifaceva al modello informativo sovietico, con forte enfasi sul Partito, l’Unione Sovietica e il Patto di Varsavia.
- Xinwen Lianbo (新闻联播) – in onda dal 1978 sulla CCTV; è tuttora il principale telegiornale nazionale della Repubblica Popolare Cinese. Trasmesso ogni giorno alle 19:00 su tutte le reti, è caratterizzato da una forte uniformità contenutistica e adesione alla linea ufficiale del Partito Comunista Cinese.
- Podo (보도) – notiziario trasmesso dalla Televisione Centrale Coreana nella Corea del Nord. È il principale strumento di comunicazione istituzionale del regime, incentrato sulla figura del leader e sulla retorica patriottica, secondo un modello simile a Vremja.
- Noticiero Nacional de la Televisión Cubana – il principale telegiornale statale di Cuba, trasmesso su Cubavisión. Seguendo la tradizione dei modelli sovietici, mantiene un impianto centralistico e propagandistico a supporto del Partito Comunista di Cuba.

### Altri paesi influenzati
- VTV News (Vietnam) – notiziario della Vietnam Television, emittente pubblica della Repubblica Socialista del Vietnam. Il format informativo, pur essendo stato modernizzato, conserva ancora oggi tratti ereditati dal giornalismo sovietico, con un linguaggio istituzionale e allineato alla linea del Partito Comunista Vietnamita.
- KPL News (Laos) – organo di informazione ufficiale della Partito Rivoluzionario del Popolo Lao, trasmette notiziari in stile documentaristico ispirati a Vremja e ad altri modelli della televisione socialista orientale.
- Jornal Nacional (Angola) – telegiornale della televisione pubblica angolana Televisão Pública de Angola, fortemente modellato negli anni Ottanta sulla televisione sovietica e cubana, nel periodo di alleanza militare e politica con il blocco orientale.
- Telejornal de Moçambique – telegiornale della TVM, che durante il governo del FRELIMO socialista adottò un format vicino ai modelli sovietici e cubani.

## Curiosità
Un esperimento televisivo senza precedenti fu condotto negli Stati Uniti d’America tra il 12 e il 26 febbraio 1990, durante la fase terminale della Perestrojka. Per iniziativa dell’emittente pubblica statunitense WGBH-TV di Boston, in collaborazione con C-SPAN, oltre 100 stazioni televisive locali americane trasmisero simultaneamente Vremja, in versione originale russa con voice-over in inglese. Il progetto, coordinato sotto il titolo Moscow Evenings: Vremya in America, fu parte di un’iniziativa culturale e pedagogica destinata a promuovere la comprensione reciproca tra le due superpotenze in un momento di transizione geopolitica.
Il programma fu trasmesso alle ore 21:00, ora di Mosca, corrispondente al primo pomeriggio nella costa orientale degli Stati Uniti. Le edizioni venivano fornite direttamente dal Goskomizdat, l’ente sovietico per l’editoria e la radiotelevisione, e inviate ogni giorno tramite collegamenti satellitari o nastri spediti per via diplomatica all’ambasciata sovietica a Washington, da cui venivano redistribuiti agli affiliati PBS. Ogni puntata era preceduta da una breve introduzione in lingua inglese che contestualizzava i contenuti per il pubblico americano, seguita dalla trasmissione integrale del notiziario con una voce narrante fuori campo che ne traduceva sinteticamente i segmenti principali. La qualità del voice-over era volutamente neutra e priva di commenti, al fine di restituire il più possibile l’esperienza del telespettatore sovietico. Secondo l’allora presidente della WGBH, Henry Becton, lo scopo del progetto era «permettere agli americani di osservare la realtà sovietica così come la raccontano loro stessi», fornendo così «una finestra quotidiana sulla vita, le priorità e la retorica dell’URSS».
L’iniziativa fu accolta con interesse dalla stampa statunitense, che ne evidenziò sia il valore documentaristico sia l’importanza simbolica nell’epoca della glasnost’ e dell’apertura dei media sovietici. Alcuni programmi di approfondimento americani, come Nightline della ABC, discussero l’esperimento come esempio di “diplomazia culturale attraverso i media”. Il test rappresentò uno degli ultimi grandi tentativi di collaborazione indiretta tra i media dei due blocchi prima della dissoluzione dell’Unione Sovietica, avvenuta meno di due anni dopo. In seguito, brevi spezzoni di Vremja continuarono ad apparire su C-SPAN in forma ridotta fino al 1999, all’interno di finestre dedicate alle televisioni estere.